# جیمز گارنر (بازیکن فوتبال)
جیمز گارنر (انگلیسی: James Garner; زاده ۱۸ ژوئیهٔ ۱۸۹۵ – درگذشته ۹ آوریل ۱۹۷۵) بازیکن فوتبال اهل بریتانیا بود.
از باشگاه‌هایی که در آن بازی کرده‌است می‌توان به باشگاه فوتبال لیورپول اشاره کرد.